# Station Warszawa Ursus Północny
Station Warszawa Ursus Północny is een spoorwegstation in het stadsdeel Ursus in de Poolse hoofdstad Warschau.